# Danh sách nhà sản xuất ô tô châu Á
Danh sách các nhà sản xuất ô tô của châu Á có bài hoặc xứng đáng có bài viết trển wikipedia sắp xếp theo quốc gia nơi có trụ sở chính:

## Ấn Độ
- Bajaj Auto
- Force Motors
- Hindustan Motors
- ICML motors
- Mahindra & Mahindra Limited
- Premier
- Tata Motors

## Bắc Triều Tiên
- Pyeonghwa Motors
- Sungri Motor

## Hàn Quốc
- Hyundai
- Kia
- SsangYong
- Renault-Samsung

## Indonesia
- IndoMobil Group (1976)
  - Suzuki IndoMobil (1978)
  - Nissan Indonesia (1986)
  - Panca Datsun Nusantara (2013)
  - Indo Truck Utama (around 1990s)
  - Garuda Mataram Motor (1998)
  - Indobuana Autoraya (2009)
  - Auto Euro Indonesia (2001)
  - Hino Indonesia (1982)
- PT. Astra Automotive (1970)
  - Isuzu Astra (1974)
  - Toyota Astra (1970)
  - Astra Daihatsu (1970)
- Honda Prospect (-)
- Tawon Car (-)
- United Tractors (1972)

## Nhật Bản
Toyota
Nissan
Mazda
Daihatsu
Honda
Mitsubishi
Suzuki
Subaru

## Việt Nam
- SAMCO
- THACO
- VinFast